# Gianni Rondolino
Gianni Rondolino né à Turin le 13 janvier 1932 et mort dans cette même ville le 9 janvier 2016 est un historien italien du cinéma,.

## Biographie
Gianni Rondolino était professeur d'histoire et de la critique du cinéma à l'Université de Turin et historien du cinéma italien.
Il est le père de Fabrizio Rondolino (it) (Turin, 1960), journaliste et écrivain et Nicola Rondolino (Turin, 1968 - Turin, 2013), réalisateur de cinéma.

## Publications
Gianni Rondolino est auteur de nombreux essais et volumes dont :
- 1967 - Cataloghi Bolaffi del cinema italiano
- 1974 - Storia del cinema d'animazione
- 1977 - Storia del cinema
- 1981 - Luchino Visconti
- 1989 - Roberto Rossellini
- 1990 - Casa Ejzenstejn
- 1991 - Cinema e musica. Breve storia della musica cinematografica
- 1993 - I giorni di Cabiria
- 1995 - Manuale del film. Linguaggio, racconto, analisi (avec Dario Tomasi)
- 1996 - Cristo si è fermato ad Eboli. Dal libro di Carlo Levi al film (avec Francesco Rosi)
- 2004 - Storia del cinema d'animazione. Dalla lanterna magica a Walt Disney, da Tex Avery a Steven Spielberg
- 2006 - Rossellini
- 2006 - Storia del cinema classico
- 2010 - Manuale di storia del cinema

## Torino Film Festival
En 1981 il fonde avec Ansano Giannarelli, le Festival internazionale cinema giovani qui deviendra Torino Film Festival. Il est président de l'« Associazione cinema giovani » jusqu'en 2006.

## Source de traduction
- (it) Cet article est partiellement ou en totalité issu de l’article de Wikipédia en italien intitulé « Gianni Rondolino » (voir la liste des auteurs).